# Alcenago
Alcenago (Alsenàgo in veneto, Senago in dialetto locale) è una frazione del Comune italiano di Grezzana, in provincia di Verona.

## Geografia fisica
Alcenago dista circa 6 chilometri da Grezzana. Rispetto al capoluogo comunale è in posizione nord-ovest, sulla dorsale occidentale della Valpantena. Si trova sulla SP12a (che inizia nella sottostante frazione di Stallavena), che collega la Valpantena alla Valpolicella e che consente di scollinare all'altezza di Fiamene, al confine tra i territori comunali di Grezzana e Negrar. È attraversato dal Sentiero Europeo E5, a partire da Salvalaio fino a Monte Comun.
La frazione di Alcenago non è esattamente individuabile in un abitato ben distinto, ma è da considerarsi come l'unione di tante contrade disseminate nella zona collinare appena sopra l'abitato di Stallavena. Seguendo la strada provinciale si incontrano le contrade di Torre, Mulini e Vai, dislocate nel vallo più basso. Appena sopra seguono le contrade di Rupiano e Salvalaio. In posizione relativamente pianeggiante e ad un'altitudine superiore si trovano le contrade di Vigo, Coda, Maso e Sengie. Oltre a queste contrade sono da tenere in considerazione le contrade Casette e Chiesa, che non si trovano lungo la direttrice principale.
Il centro di Alcenago è una questione tuttora aperta: gli abitanti di Alcenago, quando intendono "Senago" sottintendono la contrada di Coda, mentre chi non abita ad Alcenago, è concorde nell'individuare il centro di Alcenago nella contrada Chiesa, semplicemente per la presenza della chiesa parrocchiale.

## Storia
La sommità sovrastante Alcenago, Monte Comun, è stata la base operativa e il rifugio di un gruppo di resistenza partigiana nel corso della seconda guerra mondiale. Dino Degani e Rita Rosani, due militanti, lasciarono la vita, dopo essere stati catturati, il 17 settembre 1944 nel punto più alto del monte.
Presso il sito dell'esecuzione è stato posto un cippo commemorativo. Il luogo circostante il monumento ospita con frequenza annuale una cerimonia commemorativa di onore ai caduti della resistenza, nella cui occasione vengono invitate importanti cariche istituzionali di Verona.

## Monumenti e luoghi d'interesse
La chiesa di San Clemente è costituita da un'unità centrale, che è l'attuale chiesa parrocchiale per gli abitanti di Alcenago, è datata del 1482. La chiesetta di epoca precedente, collocata alla destra della navata centrale all'altezza dell'altare, è stata costruita nell'XI secolo. Nonostante gli incendi dell'archivio parrocchiale, del 1612 e del 1875, dove sono andate perse parecchie testimonianze documentali, un codice scolpito e murato nella parte chiesa della chiesetta, probabilmente costruita sui resti di un tempietto pagano, è arrivato intatto ai nostri tempi ed indica nel 1043 la data di costruzione dell'edificio.

## Cultura

### Eventi
- Festa di San Luigi e Sant'Agnese: festività che si tiene la seconda domenica di luglio nella contrada Chiesa, nel piazzale cimiteriale.
- Festa di San Clemente: ricorrenza religiosa che si tiene a ridosso del 23 novembre, il cui santo è San Clemente, patrono della parrocchia. In occasione della festa patronale, viene distribuito a tutta la popolazione il pane benedetto. Fino a metà del XX secolo esso veniva pagato dagli affittuari delle proprietà terriere della parrocchia, come parziale sdebitamento nei confronti della stessa. La chiesa, nella figura del parroco, girava tale offerta sostanziale ai poveri del paese.
- Cimix Rock Festival: rassegna di musica rock portata avanti da un gruppo di volontari dal 2009 con cadenza annuale.

## Geografia antropica
La frazione di Alcenago è composta dalle seguenti contrade:
- Casetta
- Chiesa
- Coda
- Maso
- Monte Comun
- Mulini
- Rupiano
- Salvalaio
- Sengie
- Torre
- Vai
- Vigo

## Economia
All'inizio del ventesimo secolo, le attività erano quasi esclusivamente quelle di produzione agricola e di allevamento.
Era significativa anche la produzione di ghiaccio, attraverso lo stoccaggio in "giassare", che veniva venduto principalmente alle pescherie e ai negozi alimentari di Verona.
Nel corso degli anni sessanta, la produzione di ortaggi, come il radicchio veronese nella stagione autunnale e invernale, è stata sostituita da piantagioni di ciliegi e parzialmente di vigneti, tuttora presenti sul territorio. Modesta la produzione di marroni nella zona boschiva a ridosso delle contrade di Rupiano e Salvalaio. 
Buona parte della popolazione alcenaghese si riversa in Valpantena e Valpolicella per aziende di servizi e le industrie della lavorazione del marmo e delle pietre.

## Sport
Da metà degli anni settanta, la palestra naturale di roccia di Alcenago, in località Castel, vicino alla Chiesa, è considerata tra le più interessanti del comprensorio veneto, per gradi di difficoltà e per facilità di accesso. Essa è tuttora frequentata da arrampicatori veneti ed emiliani, nonché da tedeschi e austriaci.